# Kazuki Sakurada
Kazuki Sakurada (japanisch 櫻田 和樹 Sakurada Kazuki; * 1. August 1982 in der Präfektur Shizuoka) ist ein ehemaliger japanischer Fußballspieler.

## Karriere
Sakurada erlernte das Fußballspielen in der Schulmannschaft der Shizuoka Gakuen High School und der Universitätsmannschaft der Shizuoka-Sangyo-Universität. Seinen ersten Vertrag unterschrieb er 2005 bei Thespa Kusatsu (heute: Thespakusatsu Gunma). Der Verein spielte in der zweithöchsten Liga des Landes, der J2 League. Für den Verein absolvierte er 223 Ligaspiele. Ende 2013 beendete er seine Karriere als Fußballspieler.